# Литъл Елм
Литъл Елм е град в окръг Дентън, Тексас, САЩ, и част от метроплекса Далас-Форт Уърт. Това е разширено предградие на Дентън; населението му е 46 453 към преброяването през 2020 г. През 2000 г. преброеното население е 3646. До преброяването през 2010 г. общият брой на града е скочил до 25 898, което прави Литъл Елм една от най-бързо развиващите се общини по процент в Тексас от 2000 г. насам.
1. ↑  data.census.gov //   Посетен на 1 януари 2022 г.